# Список умерших в 1842 году
В этой статье представлен список известных людей, умерших в 1842 году.
- См. также: Категория:Умершие в 1842 году

## Январь
- 24 января — Эмманюэль-Мари-Максимильен де Крой, французский военный и государственный деятель, пэр Франции (родился в 1768).
- 27 января — Епископ Аарон (Алексей Захарович Нарциссов), епископ Православной Российской церкви (родился в 1781).
- 28 января — Алексей Васильевич Иловайский, российский генерал-лейтенант, войсковой атаман Донского казачьего войска (родился в 1767).
- 29 января — Пьер Жак Этьен Камбронн, французский генерал (родился в 1770).

## Февраль
- 5 февраля — Варвара Александровна Караулова, русская писательница и переводчица (родилась в 1774).
- 9 февраля — Семён Гаврилович Боголюбов, русский педагог (родился в 1792).
- 21 февраля — Войцех (Адальберт) Живный, чешский и польский пианист, композитор и музыкальный педагог, первый учитель Фредерика Шопена (родился в 1756).
- 27 февраля — Василий Алексеевич Кашутин, русский генерал-майор, участник Наполеоновских войн и покорения Кавказа (родился в 1791).

## Март
- 15 марта — Луиджи Керубини, итальянский композитор и музыкальный теоретик (родился в 1760).
- 20 марта — Джордж Паркер, британский пэр и политик (родился 1755).
- 23 марта — Стендаль (настоящее имя и фамилия Анри Мари Бейль), французский писатель (родился в 1783).

## Апрель
- 13 апреля — Вильгельм Август Лампадиус, немецкий знаток рудного дела, профессор химии и металлургии Фрайбергской горной академии (родился в 1772).
- 16 апреля — Николай Дмитриевич Мыльников, русский живописец и портретист (родился в 1797).

## Май
- 1 мая — Михаил Трофимович Каченовский, русский историк, переводчик, литературный критик (родился в 1775).
- 7 мая — Пьетро Аббати Марескотти, итальянский математик (родился в 1768).
- 23 мая — Хосе де Эспронседа-и-Дельгадо, испанский поэт эпохи романтизма (родился в 1808).

## Июнь
- 26 июня — Петер Олуф Брэндштед, датский археолог и путешественник (родился в 1780).

## Июль
- 18 июля — Жан Николя Абер, французский военный деятель, полковник, участник революционных и наполеоновских войн (родился в 1774).

## Август
- 6 августа — Николай Сергеевич Гагарин, русский офицер, благотворитель, действительный статный советник (родился в 1786).
- 9 августа — Александр Фридрих Гук, российский врач, анатом и офтальмолог (родился в 1802).
- 29 августа — Алексей Васильевич Болдырев, востоковед, ординарный профессор (родился в 1784).
- 30 августа — Екатерина Ивановна Загряжская, фрейлина из рода Загряжских, тётка жены Александра Сергеевича Пушкина (родилась в 1779).

## Сентябрь
- 10 сентября — Уильям Гобсон, первый губернатор Новой Зеландии, соавтор договора Вайтанги (родился в 1792).
- 11 сентября — Иван Петрович Кириллов, русский ботаник (родился в 1821).
- 13 сентября — Иван Фёдорович Журавлёв, российский сенатор, тайный советник (родился в 1775).

## Октябрь
- 1 октября — Андрей Яковлевич Минут, русский генерал-лейтенант, учёный-артиллерист (родился в 1773).
- 11 октября — Вилибальд Готлибович Бессер (Вилибальд Свиберт Йозеф Готлиб фон Бессер), австрийский и русский ботаник, энтомолог, доктор медицины (родился в 1784).
- 19 октября — Степан Степанович Андреевский, генерал-майор русской императорской армии (родился в 1782).

## Ноябрь
- 10 ноября — Алексей Васильевич Кольцов, русский поэт (родился в 1808).
- 16 ноября — Василий Назарович Каразин, русский и украинский учёный, инженер и общественный деятель, основатель Харьковского университета (родился в 1773).